# Ченакал, Валентин Лукич
Валенти́н Луки́ч Ченакал (15 апреля 1914 — 28 июня 1977) — советский астроном и историк науки, директор Музея М. В. Ломоносова АН СССР.

## Биография
Родился в с. Меловое Старобельского уезда Харьковской губернии. Окончил педагогический институт им. А. И. Герцена в Ленинграде. В 1933—1949 гг. работал на Ленинградском оптико-механическом заводе. В 1949 г. возглавил академический Музей М. В. Ломоносова.

## Научная деятельность
Основные труды посвящены истории астрономии и оптики. В работах В. Л. Ченакала впервые астрономические приборы (в особенности оптика) стали предметом специального научного изучения. Он описал наиболее значительные собрания астрономических инструментов в музеях и обсерваториях СССР. Одна из его крупнейших работ — «Очерки по истории русской астрономии» (Л., 1951) — впервые подробно осветила наблюдательную астрономию в России как этап развития астрономической науки, в особенности труды М. В. Ломоносова. В общей сложности является автором более чем 200 опубликованных работ на 4 языках.

## Основные труды
- Ченакал В. Л. Зажигательные стекла и зеркала Чирнгауза в России // Труды ИИЕТ. — М., 1960. — Т. 34.
- Ченакал В. Л. Музей М. В. Ломоносова. — Л., 1970.
- Ченакал В. Л. Очерки по истории русской астрономии. — М.; Л., 1951.
- Ченакал В. Л. Русские приборостроители первой половины XVIII в. — Л., 1953.
- Ченакал В. Л. История оптического стеклошлифовального станка // Оптико-механическая промышленность. — 1940. — № 1. — С. 16-19.
- Ченакал В. Л. Зеркальные телескопы Ломоносова // Ломоносов: сборник статей и материалов. — М.; Л.: Изд-во АН СССР, 1951. — С. 84-123.
- Ченакал В. Л.. Малые обсерватории Петербургской Академии наук в XVIII веке // Историко-астрономические исследования. Вып. 3. — М.: Гостехиздат, 1957. — С. 261—452.
- Ченакал В. Л. Проектирование, строительство и оснащение инструментами первой астрономической обсерватории Петербургской Академии наук // Историко-астрономические исследования. — Вып. 3. — М.: Гостехиздат, 1957. — С. 457—476.
- Ченакал В. Л. Астрономические инструменты Джона Берда в России XVIII в. // Историко-астрономические исследования. — Вып. 6. М.: Гостехиздат, 1960. — С. 54-120.
- Ченакал В.Л. Асторолябия Гуалтеруса Арсениуса из собрания Музея М. В. Ломоносова // Историко-астрономические исследования. — Вып. 7. — М.: Физматгиз, 1961. — С. 289—296.
- Ченакал В. Л. Электрические машины в России XVIII века // История физико-математических наук. — Т. 43. — М.: Высш. шк., 1961.
- Ченакал В. Л. Иван Иванович Беляев — русский оптик XVIII века. 1710—1788 гг. — Л.: Наука, 1976.
- Ченакал В. Л. Солнечные часы на Руси // Развитие методов астрономических исследований. — М.; Л.: Всесоюз. астроном.-геодез. о-во, 1979. — С. 457—476.
- Ченакал В. Л. Оптические инструменты Симона Плёссля в России в первой половине XIX века // Вопросы истории. 2016. № 1. С. 34-48.
- Ченакал В. Л., Андреева Н. А., Павлова Г. Е., Соколова Н. В. Летопись жизни и творчества М. В. Ломоносова. — М.; Л.: Изд-во АН СССР, 1961.
- Chenakal V. L. Watchmakers and clockmakers in Russia 1400 to 1850. — London, 1972.